# S100 (Amsterdam)
De S100 (stadsroute 100) of Centrumring is een verkeersweg in Amsterdam.  Het is een ringweg rond het centrum van Amsterdam waarmee de meeste andere S-wegen zijn verbonden.
De Centrumring loopt over de Nassaukade, Stadhouderskade, Mauritskade, Zeeburgerdijk, Panamalaan, Piet Heinkade, De Ruijterkade, Westerdoksdijk, Van Diemenstraat en Houtmankade. De stadsroute is in totaal ongeveer 12 kilometer lang.
Ringweg A10 (Ringweg-West, -Noord / -Oost / -Zuid)

Overige autosnelwegen:
voorheen Muiderstraatweg (A1) · 
Utrechtseweg (A2) · 
Haagseweg (A4) · 
Westrandweg (A5) · 
Coentunnelweg (A8) ·
Gaasperdammerweg (A9)

Stadsroutes:
S100 ·
S101 ·
S102 ·
S103 ·
S104 ·
S105 ·
S106 ·
S107 ·
S108 ·
S109 ·
S110 ·
S111 ·
S112 ·
S113 ·
S114 ·
S115 ·
S116 ·
S117 ·
S118

Overige wegen:
Gooiseweg ·
Haarlemmerweg ·
Nieuwe Leeuwarderweg ·
Nieuwe Utrechtseweg

Knooppunten:
Amstel ·
Coenplein ·
De Nieuwe Meer ·
Holendrecht ·
Watergraafsmeer